# Искра-2 (фотоаппарат)
«И́скра-2» — среднеформатная дальномерная клапп-камера с автоматизированной протяжкой рольфильма, сблокированной с взводом центрального затвора. Единственный в СССР широкоплёночный дальномерный фотоаппарат с несопряжённым селеновым экспонометром.
От основной модели «Искра» отличается только наличием экспонометра. «Искра-2» выпускалась на Красногорском механическом заводе с 1961 до 1964 года, всего выпущено 6118 штук.

## Технические характеристики
- Тип применяемого фотоматериала — плёнка типа 120; размер кадра: 6×6 см, количество снимков — 12.
- Корпус металлический со съёмной задней стенкой для зарядки фотоплёнки. При открывании передней крышки выдвигается объектив, соединённый с корпусом камеры светонепроницаемым мехом.
- Объектив — «Индустар-58» 3,5/75, центральный затвор в оправе объектива.
- Фотографический затвор марки ФЗШ-18, центральный, механический, междулинзовый. Значения выдержек: 1, 1/2, 1/4, 1/8, 1/15, 1/30, 1/60, 1/125, 1/250, 1/500 с и «В». Значения диафрагм — от f/3,5 до f/22.
- Экспонометр — двухстрелочный встроенный несопряжённый, с селеновым фотоэлементом. На калькуляторе экспонометра нанесена шкала экспозиционных чисел, эта же шкала имеется на оправе объектива (кольца установки выдержки и диафрагмы временно соединяются), что позволяет совместно изменять значения выдержки и диафрагмы, не меняя экспозицию[1].
- Кабельный синхроконтакт с переключателем, позволяет использовать как электронные фотовспышки (синхронизация «Х»), так и одноразовые химические (синхронизация «М», упреждение 16 миллисекунд). Выдержка синхронизации — любая.
- Видоискатель оптический, параллаксный, увеличение видоискателя — 0,74×.
- Дальномер совмещён с видоискателем и объективом, фокусировка передвижением всего объектива. База дальномера — 55 мм. Минимальная дистанция фокусировки — 1 метр.
- Раздельный взвод затвора и перемотка фотоплёнки, блокировка от повторного экспонирования. Недокументированная функция — мультиэкспозиция возможна, если нажать на рычаг спуска на самом затворе.
- Счётчик кадров автоматический самосбрасывающийся[5].
- Механический автоспуск с задержкой 9—15 сек.
- Штативное гнездо с резьбой 3/8 дюйма.

## Искра-3
В 1965 году выпущена опытная партия фотоаппарата «Искра-3», основным отличием которого от «Искры-2» было наличие куркового взвода. Дальнейшего развития модель не получила, и её выпуск был свёрнут одновременно со всем семейством «Искра».